# Разван Арнаут
Разван Арнаут (рум. Răzvan Arnăut; нар. 28 вересня 1998, Констанца) — румунський борець греко-римського стилю, дворазовий бронзовий призер чемпіонатів Європи, учасник Олімпійських ігор.

## Життєпис
У 2019 році здобув срібну медаль чемпіонату Європи серед молоді.

## Спортивні результати на міжнародних змаганнях

### Виступи на Олімпіадах
| Змагання                    | Збірна  | Вагова категорія                 | Місце |
| --------------------------- | ------- | -------------------------------- | ----- |
| Літні Олімпійські ігри 2024 | Румунія | греко-римська боротьба, до 60 кг | 9     |

### Виступи на Чемпіонатах світу
| Змагання                        | Збірна  | Вагова категорія                 | Місце |
| ------------------------------- | ------- | -------------------------------- | ----- |
| Чемпіонат світу з боротьби 2019 | Румунія | греко-римська боротьба, до 60 кг | 10    |
| Чемпіонат світу з боротьби 2021 | Румунія | греко-римська боротьба, до 60 кг | 14    |
| Чемпіонат світу з боротьби 2022 | Румунія | греко-римська боротьба, до 63 кг | 10    |
| Чемпіонат світу з боротьби 2023 | Румунія | греко-римська боротьба, до 60 кг | 24    |

### Виступи на Чемпіонатах Європи
| Змагання                         | Збірна  | Вагова категорія                 | Місце  |
| -------------------------------- | ------- | -------------------------------- | ------ |
| Чемпіонат Європи з боротьби 2021 | Румунія | греко-римська боротьба, до 60 кг | Бронза |
| Чемпіонат Європи з боротьби 2022 | Румунія | греко-римська боротьба, до 60 кг | 5      |
| Чемпіонат Європи з боротьби 2023 | Румунія | греко-римська боротьба, до 60 кг | 13     |
| Чемпіонат Європи з боротьби 2024 | Румунія | греко-римська боротьба, до 60 кг | Бронза |

### Виступи на Європейських іграх
| Змагання              | Збірна  | Вагова категорія                 | Місце |
| --------------------- | ------- | -------------------------------- | ----- |
| Європейські ігри 2019 | Румунія | греко-римська боротьба, до 60 кг | 5     |

### Виступи на Кубках світу
| Змагання                    | Збірна  | Вагова категорія                 | Місце |
| --------------------------- | ------- | -------------------------------- | ----- |
| Кубок світу з боротьби 2020 | Румунія | греко-римська боротьба, до 60 кг | 12    |

### Виступи на інших змаганнях
| Змагання                                                       | Збірна  | Вагова категорія                 | Місце  |
| -------------------------------------------------------------- | ------- | -------------------------------- | ------ |
| Клубний чемпіонат світу з боротьби 2017                        | Румунія | команда                          | 9      |
| Henri Deglane Challenge 2019                                   | Румунія | греко-римська боротьба, до 60 кг | 5      |
| Турнір міста Сассарі з боротьби 2019                           | Румунія | греко-римська боротьба, до 63 кг | 7      |
| Міжнародний турнір Любомира Івановича-Гедзи 2019               | Румунія | греко-римська боротьба, до 60 кг | Золото |
| Меморіал Іона Корнеану і Ладислава Сімона 2019                 | Румунія | греко-римська боротьба, до 63 кг | Срібло |
| Чемпіонат Румунії з боротьби 2020                              | Румунія | греко-римська боротьба, до 63 кг | Золото |
| Олімпійський кваліфікаційний турнір з боротьби 2020 (Будапешт) | Румунія | греко-римська боротьба, до 60 кг | 17     |
| Олімпійський кваліфікаційний турнір з боротьби 2020 (Софія)    | Румунія | греко-римська боротьба, до 60 кг | 7      |
| Меморіал Іона Корнеану і Ладислава Сімона 2021                 | Румунія | греко-римська боротьба, до 63 кг | 6      |
| Відкритий чемпіонат Загреба з боротьби 2022                    | Румунія | греко-римська боротьба, до 63 кг | 9      |
| Турнір Мухамета Мало 2022                                      | Румунія | греко-римська боротьба, до 63 кг | Золото |
| Меморіал Маттео Пелліконе 2022                                 | Румунія | греко-римська боротьба, до 63 кг | Бронза |
| Кубок Владислава Пітласинські 2022                             | Румунія | греко-римська боротьба, до 63 кг | Бронза |
| Відкритий чемпіонат Загреба з боротьби 2023                    | Румунія | греко-римська боротьба, до 60 кг | Бронза |
| Турнір Ібрагіма Мустафи 2023                                   | Румунія | греко-римська боротьба, до 60 кг | Бронза |
| Турнір Дана Колова — Николи Петрова 2023                       | Румунія | греко-римська боротьба, до 63 кг | 7      |
| Турнір К. У. Кожомкула і Р. Санатбаєва 2023                    | Румунія | греко-римська боротьба, до 60 кг | 8      |
| Кубок Друскінінкая 2023                                        | Румунія | греко-римська боротьба, до 63 кг | Срібло |
| Меморіал Імре Поляка та Яноша Варги 2023                       | Румунія | греко-римська боротьба, до 60 кг | 16     |
| Меморіал Іона Корнеану і Ладислава Сімона 2023                 | Румунія | греко-римська боротьба, до 63 кг | 6      |
| Відкритий чемпіонат Загреба з боротьби 2024                    | Румунія | греко-римська боротьба, до 63 кг | 12     |
| Тор Мастерс 2024                                               | Румунія | греко-римська боротьба, до 63 кг | Бронза |
| Олімпійський кваліфікаційний турнір з боротьби 2024 (Баку)     | Румунія | греко-римська боротьба, до 60 кг | 13     |
| Олімпійський кваліфікаційний турнір з боротьби 2024 (Стамбул)  | Румунія | греко-римська боротьба, до 60 кг | 4      |
| Меморіал Імре Поляка та Яноша Варги 2024                       | Румунія | греко-римська боротьба, до 63 кг | 5      |

### Виступи на змаганнях молодших вікових груп
| Змагання                                            | Збірна  | Вагова категорія                 | Місце  |
| --------------------------------------------------- | ------- | -------------------------------- | ------ |
| Чемпіонат Європи з боротьби серед кадетів 2014      | Румунія | греко-римська боротьба, до 42 кг | 12     |
| Чемпіонат Європи з боротьби серед кадетів 2015      | Румунія | греко-римська боротьба, до 50 кг | 11     |
| Чемпіонат світу з боротьби серед кадетів 2015       | Румунія | греко-римська боротьба, до 50 кг | 8      |
| Балканський чемпіонат з боротьби серед кадетів 2015 | Румунія | греко-римська боротьба, до 54 кг | Бронза |
| Балканський чемпіонат з боротьби серед юніорів 2016 | Румунія | греко-римська боротьба, до 55 кг | Бронза |
| Чемпіонат Європи з боротьби серед юніорів 2017      | Румунія | греко-римська боротьба, до 55 кг | 5      |
| Чемпіонат світу з боротьби серед юніорів 2017       | Румунія | греко-римська боротьба, до 55 кг | 18     |
| Чемпіонат Європи з боротьби серед юніорів 2018      | Румунія | греко-римська боротьба, до 60 кг | 7      |
| Чемпіонат світу з боротьби серед юніорів 2018       | Румунія | греко-римська боротьба, до 60 кг | 5      |
| Чемпіонат світу з боротьби серед молоді 2018        | Румунія | греко-римська боротьба, до 60 кг | 14     |
| Чемпіонат Європи з боротьби серед молоді 2019       | Румунія | греко-римська боротьба, до 60 кг | Срібло |
| Чемпіонат світу з боротьби серед молоді 2019        | Румунія | греко-римська боротьба, до 60 кг | 8      |
| Чемпіонат Європи з боротьби серед молоді 2021       | Румунія | греко-римська боротьба, до 60 кг | 11     |
| Чемпіонат світу з боротьби серед молоді 2021        | Румунія | греко-римська боротьба, до 60 кг | 9      |